# Humphrey Kayange
Pas d'image ? Cliquez ici

a Compétitions nationales et continentales officielles uniquement.

b Matchs officiels uniquement.
Dernière mise à jour le 8 novembre 2021.
Humphrey Kayange, né le 20 juillet 1982 à Nairobi (Kenya) est un joueur international kényan de rugby à XV et à sept et un chimiste organicien.
Kayange est particulièrement connu dans la communauté du rugby à sept, car il a réalisé quelques-unes des meilleures performances de l'équipe du Kenya de rugby à sept et a été capitaine de l'équipe.
En 2021, il devient membre du Temple de la renommée World Rugby et du Comité international olympique.

## Biographie

### Carrière de rugbyman
Humphrey Kayange naît le 20 juillet 1982 à Nairobi, au Kenya.
Il joue pour l'équipe militaire Ulinzi RFC dans le championnat kényan (en). L'équipe est ensuite dissoute et il rejoint le Mwamba RFC (en),.
Il fait partie de l'équipe kényane lors de la Coupe du monde de rugby à sept 2009, atteignant les demi-finales. Il est nommé pour le titre de Meilleur joueur du monde de rugby à sept IRB en 2009.
Humphrey Kayange participe aux World Rugby Sevens Series de 2005 à 2016 et est vainqueur du Tournoi de Singapour de rugby à sept 2016.
Kayange joue également pour l'équipe du Kenya de rugby à XV, participant aux qualifications de la zone Afrique pour la Coupe du monde de rugby à XV 2011. Il est le frère aîné du meilleur marqueur d'essais des IRB Sevens World Series, Collins Injera, qui joue également pour le Mwamba RFC. Leur frère cadet Michael Agevi a également joué au rugby pour les Sevens dans le passé.
En octobre 2016, Humphrey Kayange annonce sa retraite à l'âge de 34 ans de l'équipe kényane de rugby après les Jeux olympiques d'été de 2016, où le Kenya termine avant-dernier.

### Après-carrière
En 2012, Humphrey Kayange déménage à Bristol, au Royaume-Uni, pour entreprendre des recherches sur la biosynthèse de la ténelline avec le professeur Christine L. Willis à l'Université de Bristol, où il obtient un Master of Science en 2014. En 2016, il obtient un diplôme de Bachelor of Science à l'université d'agriculture et de technologie Jomo Kenyatta.
Il est cofondateur de la Good Kenyan Foundation.
En 2020, il obtient un Master en organisation et gestion du sport au MEMOS.
Il est membre du Comité international olympique (CIO) depuis 2021.

## Honneurs
En 2010, Kayange est décoré de l'Ordre présidentiel des Golden Warriors (OGW) aux côtés de son frère Collins Injera, pour leurs performances lors des séries mondiales IRB 2008/2009.
Humphrey Kayange est intronisé au Temple de la renommée World Rugby en 2021.